# So Far, So Good... So What!
So Far, So Good... So What! è il terzo album della thrash metal band statunitense Megadeth.

## Descrizione
Dopo l'abbandono di Poland e Samuelson, nei Megadeth entrano Chuck Behler alla batteria e Jeff Young alla chitarra.
Tra i brani del disco figurano una cover dei Sex Pistols, Anarchy in the U.K., e il brano In My Darkest Hour, scritto da Mustaine in seguito alla tragica scomparsa di Cliff Burton (al tempo l'unica persona con la quale Mustaine era rimasto in buoni rapporti dopo la sua uscita dai Metallica).

## Tracce
Versione standard
1. Into the Lungs of Hell (Mustaine) - 3:29
2. Set the World Afire (Mustaine) - 5:48
3. Anarchy in the U.S.A. (Sex Pistols cover) (Lydon, Jones, Matlock, Cook) - 3:00
4. Mary Jane (Mustaine, Ellefson) - 4:25
5. 502 (Mustaine) - 3:28
6. In My Darkest Hour (Mustaine, Ellefson) - 6:16
7. Liar (Mustaine, Ellefson) - 3:20
8. Hook in Mouth (Mustaine, Ellefson) - 4:40

Tracce bonus nella versione rimasterizzata
1. Into the Lungs of Hell (Paul Lani Mix) (Mustaine) - 3:31
2. Set the World Afire (Paul Lani Mix) (Mustaine) - 5:52
3. Mary Jane (Paul Lani Mix) (Mustaine, Ellefson) - 4:08
4. In My Darkest Hour (Paul Lani Mix) (Mustaine, Ellefson) - 6:11

## Formazione
- Dave Mustaine - voce, chitarra
- Jeff Young - chitarra
- David Ellefson - basso, cori
- Chuck Behler - batteria, percussioni

### Altri musicisti
- Steve Jones - assolo di chitarra in Anarchy in the U.K.

## Classifiche
| Classifica (1988) | Posizione massima |
| ----------------- | ----------------- |
| Canada            | 40                |
| Finlandia         | 5                 |
| Germania          | 27                |
| Giappone          | 57                |
| Nuova Zelanda     | 41                |
| Paesi Bassi       | 51                |
| Regno Unito       | 18                |
| Stati Uniti       | 28                |
| Svezia            | 37                |
| Svizzera          | 28                |